# Ciocănești, Suceava
Ciocănești (germană Czokanestie) este satul de reședință al comunei cu același nume din județul Suceava, Bucovina, România.

## Istoric
Potrivit legendei populare locale, Ciocăneștii și-ar trage denumirea de la meșterii lui Ștefan-cel-Mare care ar fi avut aici ateliere pentru făurirea armelor ostașilor. Potrivit istoricului Ion Drăgușanul, documentele atestează întemeierea satului de către boierul Ion Ciocan din Bistrița la data de 31 iulie 1775 pe teritoriul Câmpulungului, în jurul unui cătun mai înainte denumit Fântâna Rece. În Beschreibung der Bukowina (Descrierea Bucovinei, 1893) de Gabriel von Spleny Ciocăneștii apar cu 360 de gospodării (toate românești și ortodoxe), două parohii, 6 popi și o familie boierească pe nume Ciocan.
Ciocănești a devenit și celebru în lume abia acum vreo 60 de ani când s-a lansat “moda” caselor încondeiate.
Totul a început când Leontina Țăran s-a hotărât să-și renoveze casa. Acum, casa ei este muzeu, pentru că este prima care a fost pictată, în anul 1950. În anii 1960, obiceiul de a «încondeia» casele precum ouăle de Paște, se răspândește în sat cu ocazia refacerii tencuielii. Aceasta dă locuințelor o estetică populară specifică care atrage turiștii și ziariștii, precum și fotografii artistici. O parte din sat devine astfel un muzeu de artă populară în aer liber.
În Ciocănești există și un muzeu al ouălor încondeiate, în care s-au adunat peste 1800 de exponate extreme de rare și valoroase. Localitatea Ciocanești are și un muzeu etnografic unde turiștii pot să vadă care era stilul de viață al strămoșilor acum sute de ani. Pot admira războaie de țesut, oale, unelte și țesături și straie populare.